# Маккен, Брендан
Брендан Хьюберт Маккен (англ. Brendan Hubert Macken; 21 января 1923, Монреаль — 12 марта 2020) — канадский теннисист-любитель. Первая ракетка Канады в 1946, 1948, 1950 и 1952 годах, победитель международного чемпионата Канады в одиночном (1950) и парном (1946, 1951) разрядах, игрок сборной Канады в Кубке Дэвиса в 1946—1954 годах. Член Зала теннисной славы Канады (1991).

## Биография
Родился в январе 1923 года в Монреале в семье Джеймса и Маргарет Маккен. Рано начал играть в теннис, вместе с ним играли его младший брат Джим и сестра Пат. Из-за слабого здоровья не участвовал во Второй мировой войне. В 1945 году поступил в Колледж Вильгельма и Марии в Уильямсберге (Виргиния, США), с командой которого в 1947 году выиграл чемпионат NCAA. Во время учёбы в Уильямсберге познакомился со своей будущей женой Либби Гиллам.
В 1945 году впервые сыграл в теннисном чемпионате США и продолжал принимать в нём участие ежегодно вплоть до 1953 года. За период с 1946 по 1955 год 9 раз входил в тройку лучших теннисистов Канады, в том числе в 1946, 1948, 1950 и 1952 годах — на первой позиции. В 1946—1954 годах был постоянным участником сборной Канады в Кубке Дэвиса, за это время сыграв в 10 матчах (6 побед в 14 играх в одиночном разряде и 1 победа в 6 играх в парном). Внёс вклад в победы над сборными Кубы (1951) и Мексики (1952), в последнем случае одержав важную победу в пятисетовм поединке над Фернандо Льямасом. В финале Американской зоны канадцы, однако, уступили команде США со счётом 4:1 (Маккен принёс своей сборной единственное очко в последней, уже ничего не решавшей игре). Заметным достижением в Кубке Дэвиса стала также победа Маккена над Биллом Сидуэллом в матче 1949 года против сборной Австралии (общий счёт матча 4:1 в пользу австралийцев).
На индивидуальном уровне Маккен дважды становился победителем международного чемпионата Канады (ныне Открытый чемпионат Канады) в парном разряде, в 1946 году завоевав титул с братом Джимом, а в 1951 году — с Лорном Мейном. В 1950 году он стал победителем этого турнира и в одиночном разряде, разгромив в финале Анри Рошона 6-0, 6-0, 6-3. На его счету был также выход в финал в миксте в 1946 году. Кроме того, он трижды выигрывал открытые чемпионаты Квебека (в 1948, 1950 и 1952 годах) и дважды - открытые чемпионаты Онтарио (в 1950 и 1952 годах). В турнирах Большого шлема лучшим результатом Маккена был выход в 3-й круг чемпионата США в 1952 году. На Уимблдонском турнире он играл лишь однажды, в 1951 году, и уступил в первом круге Курту Нильсену. В мужских парах с Мейном Маккен выступил более успешно, пробившись в четвертьфинал, где канадцы проиграли второй паре турнира Гарднар Маллой/Дик Савитт.
По окончании учёбы в США Маккен с женой вернулся в Монреаль, где работал в компании Seagram, а позже — в местном отделении Buick. В 1966 году семья перебралась в Торнхилл (Онтарио), где Маккен открыл собственную фирму Brenmac Chemicals. После окончания активной игровой карьеры он продолжал выступать в соревнованиях ветеранов, завоевав титул чемпиона Канады в одиночном разряде в возрастных категориях старше 55 лет в 1981 году и старше 65 лет в 1990 году. В 1991 году его имя было включено в списки Зала теннисной славы Канады.
После ухода на покой жил с женой в Ричмонд-Хилле, а затем в Ороре. Либби умерла после 66 лет супружеской жизни. Брендан пережил также их единственного сына Бена, скончавшись вскоре после своего 97-го дня рождения и оставив после себя четырёх дочерей.